# Замок Салас

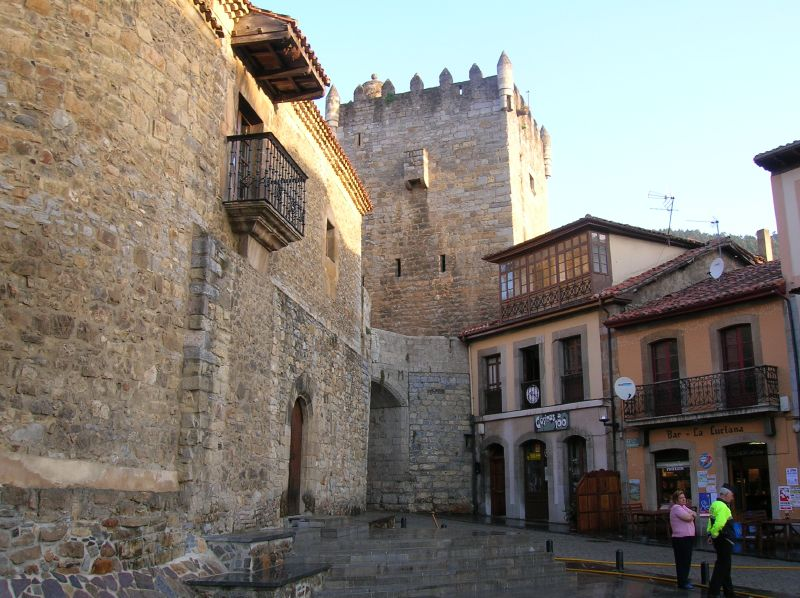
Замок Кастильо-де-Салас

Кастильо-де-Салас или Замок Салас — замок в городе Салас в регионе Астурия, на севере Испании. Впервые упоминается в документах в 1124 году.

## Внешний фасад
Замок соединен мостом с дворцом Вальдеса Саласа (исп.), который в настоящее время размещается небольшая гостиница. Замок представляет собой большую квадратную башню с четырьмя этажами: подвал, где находятся подземелья, и три этажа с бочкообразными сводами. Этажи соединены узкой винтовой лестницей, а крыша окружена зубчатыми стенами с коническими цилиндрами на каждом из четырех углов. Здесь всего три окна; остальные представляют собой прорези для стрел исключительно в оборонительных целях. Точно так же выглядела машикули на втором этаже, над главными воротами, к которым можно было добраться через ров.

## Внутренняя структура
Внутри башни находится музей дороманского искусства, представляющий собой ценную коллекцию экспонатов и надгробий из церкви Сан-Мартин, отсюда и название Музей Дороманико-де-Сан-Мартин-де-Салас. Эти произведения дают представление о декоративном богатстве дороманского искусства X века в Испании.